# Eurotettix
Eurotettix is een geslacht van rechtvleugeligen uit de familie veldsprinkhanen (Acrididae). De wetenschappelijke naam van dit geslacht is voor het eerst geldig gepubliceerd in 1906 door Lawrence Bruner.

## Soorten
Het geslacht Eurotettix omvat de volgende soorten:
- Eurotettix brevicerci Cigliano, 2007
- Eurotettix bugresensis Cigliano, 2007
- Eurotettix carbonelli Assis-Pujol, Alves Dos Santos & Guerra, 2001
- Eurotettix concavus Cigliano, 2007
- Eurotettix femoratus Bruner, 1906
- Eurotettix latus Cigliano, 2007
- Eurotettix minor Bruner, 1906
- Eurotettix monnei Assis-Pujol, Alves Dos Santos & Guerra, 2001
- Eurotettix procerus Cigliano, 2007
- Eurotettix raphaelandrearum Assis-Pujol, Alves Dos Santos & Guerra, 2001
- Eurotettix robustus Bruner, 1911
- Eurotettix simiraphael Cigliano, 2007